# Air China Inner Mongolia
Air China Inner Mongolia Co., Ltd, operante come Air China Inner Mongolia, è una compagnia aerea regionale della Mongolia interna, in Cina, con base nell'aeroporto di Hohhot-Baita. È di proprietà delle compagnie statali Air China (80%) e Capital Management Co., Ltd (20%). Nel 2019, Air China Inner Mongolia raggiungeva 19 destinazioni, principalmente in Cina. La compagnia aerea è stata fondata nel 2013 da Air China e funge da controllata regionale che aumenta la presenza di Air China nella Mongolia interna. L'attuale presidente della compagnia aerea, Wang Yingnian, serve come capo pilota di Air China dal 2014.

## Storia
Air China Inner Mongolia è stata fondata il 23 agosto 2013 come joint venture da 1 miliardo di yuan tra Air China (80%) e Capital Management (20%), società statale della Mongolia Interna. Il 31 dicembre 2013, Air China Inner Mongolia ha è entrata in possesso del suo primo aereo, un Boeing 737-700. L'8 gennaio 2014, la compagnia ha operato il suo primo volo, CA 1102, dall'aeroporto di Hohhot-Baita, sua base operativa e hub, all'aeroporto Internazionale di Pechino Capitale. Il 30 maggio 2014 ha ricevuto il suo primo Boeing 737-800, allo scopo di espandere le rotte verso Pechino Capitale, Chifeng, Changsha Huanghua, Haikou, Wuhan e Xiamen.

## Destinazioni

### Accordi commerciali
Air China Inner Mongolia ha un accordo di code-share con Air China.

## Flotta
A dicembre 2022 la flotta di Air China Inner Mongolia è così composta: